# Tragia brevipes
Tragia brevipes är en törelväxtart som beskrevs av Ferdinand Albin Pax. Tragia brevipes ingår i släktet Tragia och familjen törelväxter. Inga underarter finns listade i Catalogue of Life.